# Hódító Zim: Irány a fekete lyuk!
A Hódító Zim: Irány a fekete lyuk! (eredeti cím: Invader Zim: Enter the Florpus!) 2019-ben bemutatott amerikai televíziós animációs sci-fi filmvígjáték, amely Jhonen Vasquez Invader Zim című animációs sorozatán alapul. A film a Netflix és a Nickelodeon közös produkciója. Magyarországon is bemutatták a filmet, annak ellenére, hogy az eredeti sorozatot nem vetítették itthon. A film eredetileg a Nickelodeonon ment volna, de végül a Netflix tűzte műsorra.

## Cselekmény
Zim, az idegen eltűnik, de ezt csak azért tette, hogy felkészüljön a Föld (újabb) elfoglalására, eközben ősellensége, Dib is rendkívül gyenge lett. Zim elismeri, hogy az eltűnése ezt a célt szolgálta: hogy felkészüljön a Föld elfoglalására, illetve Dib kiessen a formából. Dib elhatározza, hogy végleg leleplezi Zimet. Zim felveszi a kapcsolatot feletteseivel, az Almighty Tallest-tel (magyarul kb. "Legmagasabb Mindenható") a Föld elfoglalásával kapcsolatban. Ők viszont nem örülnek Zim visszatérésének, és megpróbálják elpusztítani, a Földdel együtt.
A Föld hirtelen teleportálódik, melynek hatására kialakul a "Florpus", egy hatalmas rés, amely elkezdi elnyelni a Földet. Most a főszereplőknek ki kell találniuk, hogyan mentsék meg a Földet.

## A film készítése
A Csőrös Harvey és a Chowder készítőjét, C.H. Greenblattet megkérdezte egy rajongó a Twitteren, hogy dolgozna-e Vasquezzel egy Invader Zim filmen. Greenblatt azt válaszolta, hogy Jhonen készít egy Invader Zim filmet. Jhonen azonban nem mondott semmit a Twitterén, valószínűleg azért, mert szerződés kötötte rá, hogy ne mondjon semmit, ezért kénytelen volt az egészet "szóbeszédként" elkönyvelni.
2017. április 4-én, 16 évvel a sorozat bemutatója után és tizenegy évvel az utolsó "adásba nem került" epizód bemutatója után, a Nickelodeon bejelentette, hogy terveznek egy 71 perces televíziós filmet a sorozat alapján.
A 2018-as San Diego Comic-Conon Vasquez elmondta, hogy a Nickelodeon már évek óta kérte tőle, hogy még több Invader Zim készüljön, de ő mindig elutasította az ajánlatukat, vagy azért, mert elfoglalt volt egyéb projektjei miatt, vagy nem tudott kiegyezni a csatornával egy összegben. Végül elfogadta az ajánlatot. A csatorna eleinte egy új Invader Zim sorozatot szeretett volna, de Jhonen egy hat epizódból álló minisorozatot javasolt. Hamar meggondolta magát, és végül egy televíziós film lett belőle, mert szerinte a film készítése "végtelenül kevésbé lenne stresszes".

### Promóció
A filmet három rövid klippel vezették be, négy nappal a bejelentés után.

## Fogadtatás
A film pozitív kritikákban részesült. A Rotten Tomatoes oldalán a maximális 100%-ot érte el. A filmet az io9 
és a NPR is nagyra értékelte. A Polygon a Dib és Membrán professzor közti kapcsolatot találta a "legjobb dolognak".
A Den of Geek szerint a film "találékony pillanatokkal és igazán vicces poénokkal rendelkezik", és az "animáció majdnem tökéletes", viszont esztétikailag "túl fényes és steril".